# Kanton Floirac
Kanton Floirac (fr. Canton de Floirac) je francouzský kanton v departementu Gironde v regionu Akvitánie. Tvoří ho tři obce.

## Obce kantonu
- Bouliac
- Floirac
- Tresses